# Địa lý Hungary
Hungary (tiếng Hungary: Magyarország) là một quốc gia không giáp biển ở khu vực đông nam Trung Âu, giáp với vùng Balkan. Nằm trong bồn địa Pannonia, nước này có diện tích đất liền là 93.030 km2, rộng khoảng 250 km từ Bắc vào Nam và 524 km từ đông sang tây. Nó có 2.106 km đường biên giới, chia sẻ với Slovakia ở phía bắc, Ukraine ở phía đông bắc, Romania ở phía đông và đông nam, Serbia ở phía nam, Croatia ở phía tây nam, Slovenia ở phía tây và tây nam, và Áo ở phía tây.
Cương vực lãnh thổ hiện đại của Hungary lần đầu tiên được thiết lập sau thế chiến thứ nhất khi theo các điều khoản của Hiệp ước Trianon năm 1920, Hungary mất hơn 71% diện tích trước đây là Vương quốc Hungary, 58,5% dân số và 32% số dân Hungary. Đất nước này đã giành lại được một số quyền lợi về ranh giới từ năm 1938 đến năm 1941: Năm 1938, Phán quyết Vienna lần thứ nhất đã trao lại lãnh thổ từ Tiệp Khắc, năm 1939 Hungary chiếm đóng Karpat-Ukraina. Năm 1940, phán quyết Vienna lần thứ hai đã trả lại Bắc Transylvania và cuối cùng Hungary đã chiếm đóng vùng Bácska và Muraköz trong cuộc xâm lược Nam Tư. Tuy nhiên, Hungary lại mất những vùng lãnh thổ này sau thất bại trong Thế chiến thứ hai. Sau Thế chiến thứ hai, ranh giới Trianon được khôi phục với một sửa đổi nhỏ mang lại quyền lợi cho Tiệp Khắc.
Hầu hết đất nước có độ cao dưới 200 m. Mặc dù Hungary có một số dãy núi có độ cao vừa phải, nhưng những dãy núi đạt độ cao từ 300 m trở lên chỉ chiếm chưa đến 2% diện tích đất nước. Điểm cao nhất trong cả nước là Kékes (1.014 m) ở Dãy núi Mátra, phía đông bắc Budapest. Điểm thấp nhất có độ cao 77,6 m so với mực nước biển, nằm ở phía nam Hungary, gần Szeged .
Các con sông lớn trong nước là sông Danube và Tisza. Sông Danube trong phạm vi Hungary có chiều dài 418 km, sông Tisza dài 444 km trong nước. Các con sông ít quan trọng hơn bao gồm Drava dọc biên giới Croatia, Rába, Szamos, Sió và Ipoly dọc biên giới Slovakia. Hungary có ba hồ lớn. Hồ Balaton lớn nhất, dài 78 km và rộng từ 3 đến 14 km, diện tích 600 km2. Người Hungary thường gọi nó là Biển Hungary. Đây là hồ nước ngọt lớn nhất Trung Âu và là địa điểm du lịch quan trọng. Vùng nước nông của nó giúp con người bơi lội thoải mái vào mùa hè và vào mùa đông, bề mặt đóng băng mang lại cơ hội cho các môn thể thao mùa đông. Các vùng nước nhỏ hơn là Hồ Velence (26 km vuông) ở Hạt Fejér và Hồ Fertő (Neusiedler See —khoảng 82 km vuông ở Hungary) và Hồ nhân tạo Tisza.
Hungary có ba vùng địa lý chính (được chia thành bảy vùng nhỏ hơn): Đại Alföld nằm ở phía đông sông Danube; Transdanubia một vùng đồi núi nằm ở phía tây sông Danube và kéo dài đến chân dãy núi Alps của Áo; và Vùng núi Bắc Hungary, là một khu vực đồi núi nằm ngoài ranh giới phía bắc của Đồng bằng Đại Hungary.
Tài nguyên thiên nhiên nổi bật của đất nước là đất đai màu mỡ, mặc dù chất lượng đất rất khác nhau. Khoảng 70% tổng lãnh thổ cả nước phù hợp cho nông nghiệp; trong phần này, 72% là đất canh tác. Hungary thiếu nguồn năng lượng và nguyên liệu thô cần thiết cho phát triển công nghiệp.

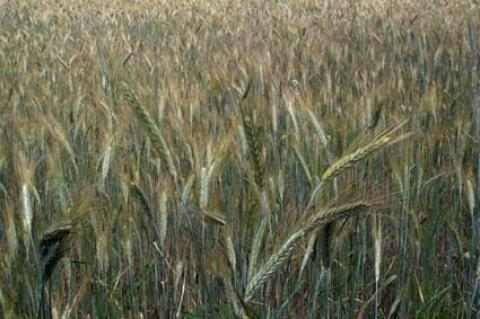
Cánh đồng lúa mì, Hungary

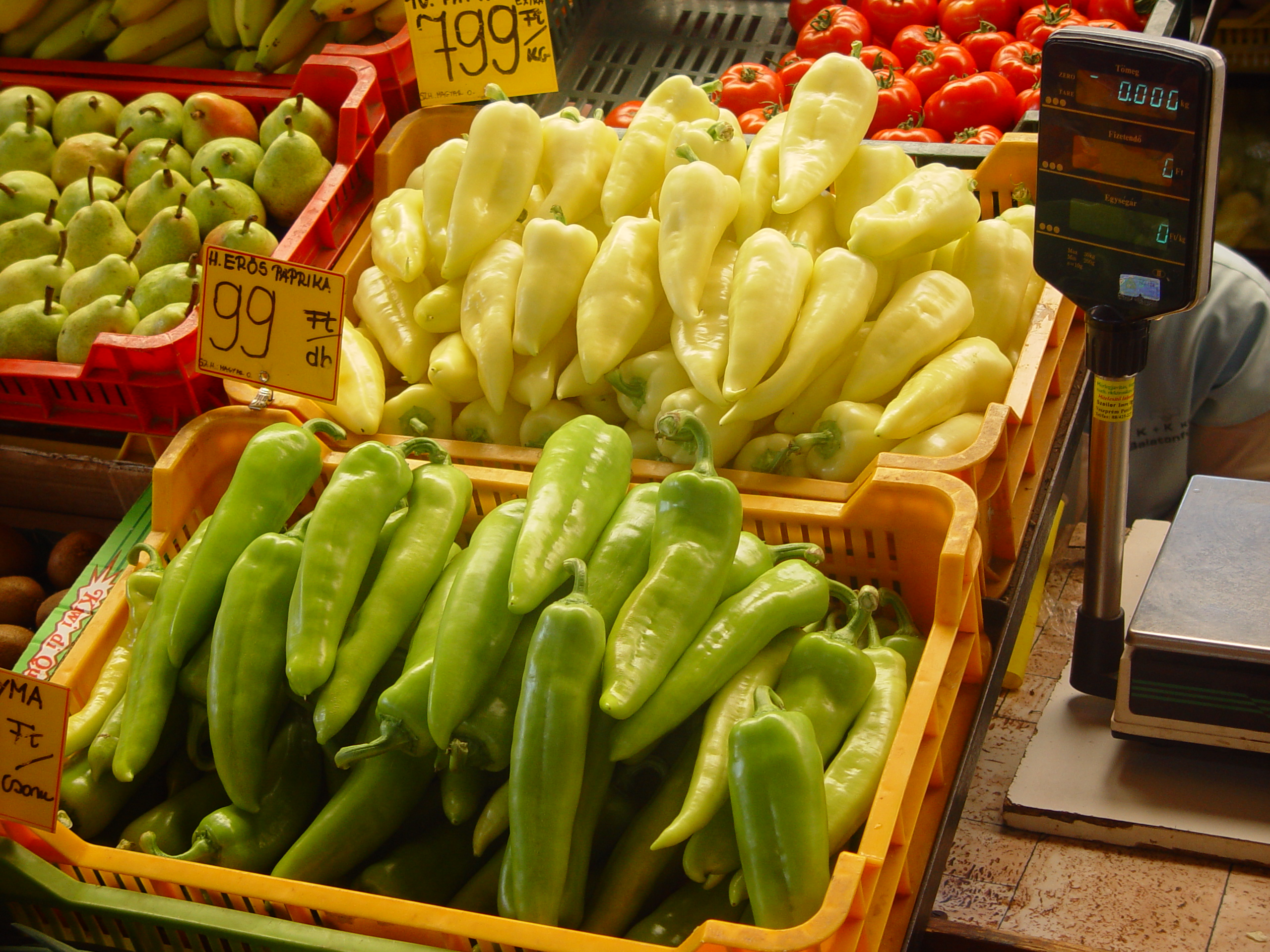
Quầy bán rau ở Hungary